# Marino Torre
Marino Torre (Trapani, 1583 – Trapani, 1633) è stato un ammiraglio italiano, in servizio con il Regno di Francia.

## Biografia
Figlio di armatore, fu esperto di cinematica navale.
Recatosi in Francia nel 1609, venne ammesso al servizio della flotta di Luigi XIII in una fase di grande espansione e potenziamento della Marina da Guerra francese. Operò nel Mar Mediterraneo e si distinse particolarmente nella lotta ai corsari tripolini. Comandante di una unità della Marina Reale, partecipò alla spedizione diretta a sottomettere gli algerini e si rivelò buon capitano e coraggioso combattente.
Durante le guerre di religione combattute da Luigi XIII contro gli Ugonotti, Marino Torre sconfisse con le sue unità navali la flotta inglese che difendeva l'Isola del Re. Dopo questo successo a Marino Torre fu ordinato il blocco marittimo di La Rochelle, piazzaforte difesa eroicamente dagli Ugonotti. All'ammiraglio siciliano furono affidate dodici unità da guerra per interdire agli inglesi di portare agli Ugonotti viveri e munizioni. Dopo un anno di assedio e per l'impossibilità degli inglesi di rompere il blocco, anche in seguito a un grave scacco subito durante uno scontro con le navi di Marino Torre, La Rochelle capitolò il 28 ottobre 1628. In quella circostanza l'ammiraglio trapanese venne decorato con la Croce Militare di San Michele.
Morì nella sua città natale nel 1633, durante un congedo ottenuto dal sovrano francese. Fu prima sepolto nella chiesa della Compagnia degli Incarnati e nel 1933 i suoi resti furono ricomposti nel cimitero di Trapani.
A lui è dedicato l'Istituto Tecnico Nautico di Trapani.